# Pavetta siphonantha
Pavetta siphonantha là một loài thực vật có hoa trong họ Thiến thảo. Loài này được Dalzell mô tả khoa học đầu tiên năm 1850.